# Ото I (Бургундия)
Вижте пояснителната страница за други личности с името Ото I.
Ото I (на немски: Otto I von Burgund, на френски: Othon I de Bourgogne; * юни/юли 1170; † 13 януари 1200, Безансон, Франция) от династията Хоенщауфен, e пфалцграф на Бургундия от 1189 г. до смъртта си и граф на Люксембург (1196 – 1197).

## Произход
Той е четвъртият син на император Фридрих I Барбароса († 1190) и неговата втора съпруга Беатрис Бургундска († 1184), графиня на Бургундия. Той е по-малък брат на император Хайнрих VI († 1197).

## Управление
През 1189 г. Ото получава от баща си собственостите на майка му, територията на Свободното графство Бургундия (Франш Конте) като пфалцграфство. Неговата политика в Бургундия предизвиква конфликти с Церингите, с херцога на Бургундия и графовете на Савоя. Ото иска да се разшири в Елзас и води боеве с епископа на Страсбург (Конрад II фон Хюненбург) и с графовете на Мьомпелгард. Ото успява да победи някои от противниците си.
Ото се жени ок. 1190 г. за графиня Маргарета от Блоа (* 1170, † 1230), дъщеря на граф Теобалд V († 1191) от Блоа и Аликс Френска († 1197/1198), втората дъщеря на френския крал Луи VII. Тя е вдовица на Хуго III д’Оази (ок. 1140 – 29 август 1189), кастелан на Камбре.
През 1195 г. при преговори Ото убива лично граф Амадей II от Мьомпелгард.
След смъртта на Хайнрих IV Слепия през 1196 г., не оставил синове, императорът предава Люксембург на Ото. Графа на Бар – Теобалд I, съпруг на единствената дъщеря на Хайнрих, Ермезинда II, се договоря с Ото, в резултат на това се отказва от Люксембург в полза на Ермезинда и Тибо.
Пфалцграф Ото I умира на 29 години през 1200 г. в Безансон и е погребан в църквата „Сент Етиен“, оставяйки две малолетни дъщери. От 1202 до 1208 г. управлява съпругата му Маргарета. След смъртта на голямата ѝ дъщеря през 1205 г. тя омъжва по-малката си дъщеря за херцога на Мерания, на когото пфалцграфството отива през 1211 г.
Маргарета се омъжва за трети път – за Готие II д'Авен (ок. 1270—ок. 1246), сеньор дьо Гиз.

## Деца
- Жана I (* 1191, † 1205), пфалцграфиня на Бургундия от 1200 г.

- Беатрис II (* 1193, † 7 май 1231), пфалцграфиня на Бургундия от 1205 г., ∞ 21 юни 1208 г. в Бамберг за Ото I от Андекс († 1234), от 1205 г. херцог на Мерания